# Alte Moschee von Edirne

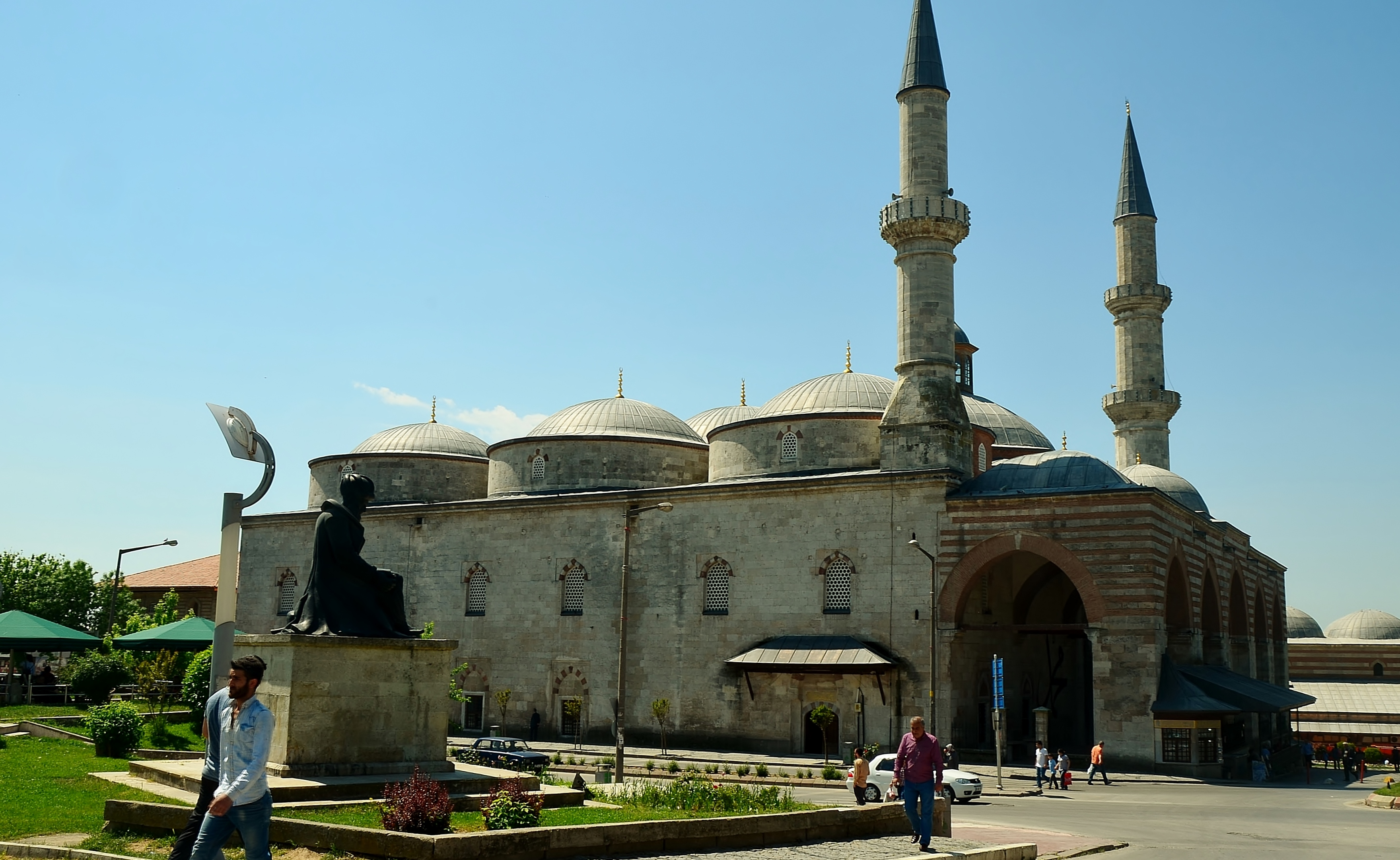
Alte Moschee von Edirne; die später hinzugefügte Vorhalle ist deutlich zu erkennen.

Die Alte Moschee (Eski Cami) ist ein osmanischer Moscheebau aus dem frühen 15. Jahrhundert in Edirne, Türkei. Zur Zeit ihrer Errichtung war Edirne Hauptstadt von Rumelien, dem europäischen Teil des Osmanischen Reichs. Der Bau gehört zu den ältesten erhaltenen Beispielen der frühen osmanischen Architektur auf dem Balkan. Ursprünglich die „Große“ oder „Freitagsmoschee“ (Ulu Cami) genannt, erhielt sie ihren heutigen Namen nach der Fertigstellung der nahe gelegenen Üç-Şerefeli-Moschee.

## Baugeschichte und Architektur

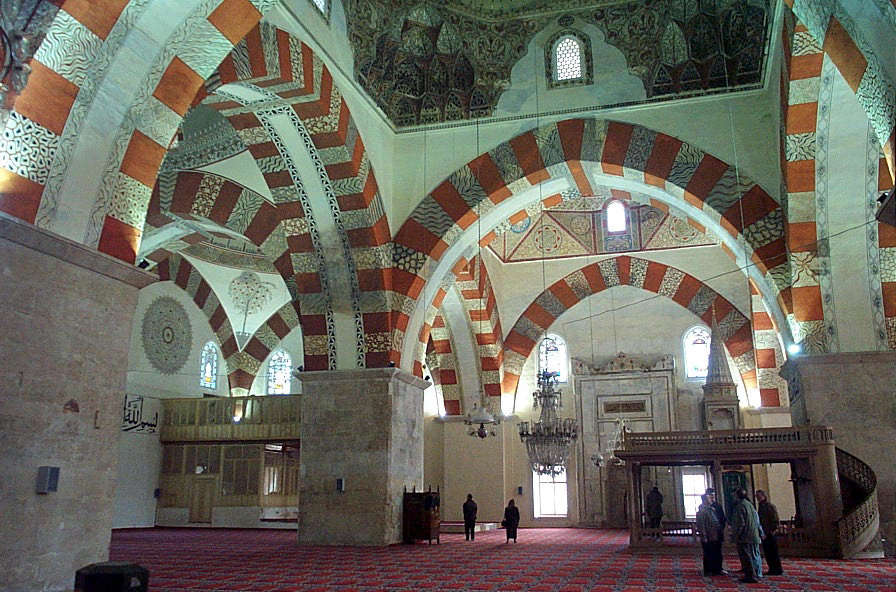
Innenraum

Der Moscheebau wurde auf Befehl Süleyman Paschas, des ältesten Sohnes Orhans I. wohl ab 1402, nach anderer Meinung zwischen 1406 und 1409 begonnen und nach Süleymans Tod von seinem Bruder, Sultan Mehmed I., 1416 vollendet, wie eine kalligrafische Bauinschrift überliefert. Die Moschee liegt im historischen Stadtzentrum, nahe dem Basar und den Muradiye-, Üç-Şerefeli- und Selimiye-Moscheen.
Die quadratische Gebetshalle mit 49,5 m Seitenlänge ist von neun großen Kuppeln mit Spannweite von über 13 m überdeckt, die auf vier Pfeilern auf Spitzbögen ruhen und in drei Reihen zu drei Kuppeln angeordnet sind. Der zentrale Abschnitt der nördlichsten Kuppelreihe dient als Eingangshof. Die Kuppel im Schnittpunkt der Längs- und Querachsen zwischen Haupteingang und Mihrabnische wird von einer Laterne über dem Oculus der Kuppel bekrönt. Die Kuppeln auf der Längsachse ruhen auf achteckigen Trommeln. Hier erfolgt der Übergang zum Kuppelrund über Trompen, Muqarnas-Stalaktiten und eine Reihe von dreieckigen Elementen. Die seitlichen Kuppeln sind als einfache Pendentifkuppeln ausgeführt. Der ursprüngliche Bauplan sah weder die heute stehende Vorhalle noch Minarette vor. Ein großes frei stehendes Minarett wurde später unter Murad II. hinzugefügt, ein weiteres an der Nordecke viel später. Die nördliche Vorhalle mit ihren fünf Arkadennischen wurde wohl unter Mehmed II. angebaut. Auch ihre zentrale Nische ist durch eine Kuppel und ein vorgestelltes Gesims aus den mit Kreuzgewölben aufgeführten Seitennischen hervorgehoben. Ein marmorner Türbogen mit einer Bauinschrift von 1753 hebt die zentrale Arkade hervor. Der Innenraum ist mit kalligrafischen Inschriften aus der zweiten Hälfte des 19. Jahrhunderts ausgeschmückt. Mihrab und Minbar sind trotz ihrer Beschädigung durch Feuer original erhalten. Kalligrafien befinden sich auch an der nördlichen Fassade. Eine ursprünglich dem Baukomplex angegliederte Madrasa ist nicht erhalten.
Nach Beschädigungen durch Feuer und Erdbeben wurde die Alte Moschee 1753 von Sultan Mahmud II. wiederhergestellt, 1924–1934 und zuletzt nach 1965 nach dem Erdbeben von 1953 restauriert.

## Bedeutung
Nach dem Vertrag von Gallipoli (1403) zwischen Byzanz, den Republiken Genua und Venedig sowie den Malteserrittern begann Süleyman Pascha mit dem Bau einer repräsentativen Sultansmoschee. Ihr Baustil entspricht dem nach der Grünen Moschee von Bursa benannten so genannten Bursa-Stil, der Elemente der älteren rum-seldschukischen Architektur aufgreift. Eine jüngere Bauinschrift nennt als Architekt Hacı Alaeddin aus Konya, der ehemaligen Hauptstadt des Seldschukenreiches.
Neben der Moschee errichtete Mehmed II. eine große, von vielen Kuppeln überwölbte Markthalle (Bedesten), ebenfalls die erste bekannte ihrer Art auf dem Balkan. Zusammen mit den anderen nahen Moscheen bildeten die Bauten das neue osmanische Stadtzentrum von Edirne außerhalb des Stadtgebiets des alten Adrianopel. Der Bedesten von Edirne wurde zum neuen Handelszentrum der Region, das Einkommen aus dem Handel floss in eine fromme Stiftung (Vakıf), die den Unterhalt der Moschee sichern sollte. Markthalle und Alte Moschee repräsentieren den Herrschaftsanspruch der osmanischen Sultane dieser Zeit und ihre Absicht, die neu eroberten Provinzen dauerhaft ihrem Reich einzugliedern.